# Medvedji lov, Čukova gostija
Medvedji lov, Čukova gostija je knjiga Josipa Brinarja.

## O delu
- Avtor knjige je Josip Brinar
- Knjiga vsebuje dve povesti: Medvedji lov in Čukova gostija
- Knjiga ni razdeljena po poglavjih

## Vsebina

### Medvedji lov
Zgodba se začne na vasi, ko Petrobrusu medved odnese iz hleva telička. Petrobrus priseže maščevanje in na pomoč pokliče najboljšega lovca  Gregorača. Skupaj se odpravita na lov za medvedom. Po dolgem iskanju kosmate zverine se je dan prevesil v noč in Gregorač ter Petrobrus se nista želela vrniti v vas praznih rok, zato sta se odpravila v najbližjo kočo, kjer je prebival gospod Kuzma s svojo slugo Markom in svojimi živalmi. Tam sta večerjala in poslušala zgodbo gospoda Kuzme.
Po končani povedani zgodbi se je ponudil Gregorač, da on pove svojo zgodbo kako je ujel lisico. Le-ta je namreč plenila domače živali, zato ji je lovec nastavil past. Vrata v kokošnjaku je zbil skupaj tako da so se odprla normalno, a ko bi hotela žival ven, bi ji na vrat padla železna plošča. Tako je lisici na vrat padla plošča in se ji močno vrezala v vrat. Ko jo je Gregorač prinesel v hišo, so si jo vsi domači ogledovali in v tem času jo je lisica popihala iz hiše. Toda Gregorač se ni vdal. Naslednji dan jo je šel iskati v gozd tako, da je sledil krvavim sledem, ki jih je pustila lisica med begom. V gozdu jo je naposled le našel in jo tam ustrelil , toda lisica ustreljena v nogo je kljub strelni rani bežala. Med begom si je odgriznila del ustreljene tačke, da je lažje pobegnila, toda Gregorač jo je na koncu našel in pokončal.
Ko je lovec povedal samohvalno zgodbo, se je ponudil tudi Petrobrus da pove svojo zgodbo.
Ko so Turki vpadli k njim v vas, ravno med mašo je njegov praded dal pobudo, da se jim uprejo takoj. V bitki so zmagali domačini in stari Petrobrus si je v bitki prisvojil Turški nož, katerega še danes hrani Petrobrus mlajši.
Po končanem pripovedovanju zgodb se je druščina ob polni luni odpravila ven, saj so zagledali nenavadno belo zver, ki je uničevala čebelnjak. Bil je medved in  Kuzma ga je ustrelil. 
Ko sta se Gregorač in Petrobrus veselo vrnila v vas, je Petrobrus govoril okoli kaj se je zgodilo tisto noč, ko so ubili medveda. Zgodbo je malo priredil, saj medveda naj ne bi ubil strel, toda njegov nož handžar.

### Čukova gostija
Zgodba se prične na kmetiji, kjer mali Jožek prosi dedka naj mu pove zgodbo o tem, kako sta imela čuk in sova »ohcet«. Dedek je ustregel malemu fantiču in mu začel pripovedovati. 

Na hribu Kačjeku je stal včasih lep grad, v katerem sta živela trdosrčna gospa in njen trdosrčni gospod vitez. Noben od njiju ni hotel pomagati ubogim v stiski. Imela pa sta črnolasega sinčka katerega sta vzgajala sama. 
Nekega dne je na grad prišla revna mati z lačnim otrokom in prosila hrane. Toda gospa, gospod vitez in njun sin so se ponorčevali iz nje in ji ponudili pečene miši. Ženska se je ujezila in jim dejala, da naj gospa postane sova, vitez čuk, njun sin pa črni kos. Naj se družijo z živalmi, dokler jih še te ne preženejo.
Tako so se čarobne besede ženske uresničile in družina se je preselila v gozd. Sprva jih preobrazba ni tako zelo motila , saj so se šalili na ta račun, toda temu je bilo tako, ker so mislili da bo z naslednjim dneh vse po starem. Naslednje jutro pa so bili še vedno vsi trije živali, zato je kos povedal, kaj je sanjal minulo noč. V sanjah mu je angelček zašepetal na uho naj naredijo ženitveno zabavo in nanjo povabijo vse živali. Ko sta čuk in sova to slišala, sta se odločila upoštevati nasvet. Kos se je lepo uredil in odšel na obisk k levu, kjer se mu je ponižno poklonil, saj je bil lev kralj živali. Nato pa ga je prosil, če bi se udeležil čukove in sovine ženitvene zabave. Lev mu je obljubil, da se bo zabave udeležil in hkrati razposlal na zabavo vse živali, ki obstajajo. 
Za veselico je bil določen mali gozd za hribom Kačjekom, na Paradeškem. V gaj je prihajalo čedalje več živali, bil je prečudovit kraj, poln rož in mahov. Na koncu je prišel še lev in zabava se je pričela s prepevanjem. Peli in plesali so vsi, toda veselja je bilo kaj kmalu konec, saj se je zgodila nesreča, ko se je muha zapletla v mrežo in s seboj potegnila tudi komarja. Ker je bilo komarja sram je muho udaril z vso silo s klado po njenih nogah. Muha je začela močno krvaveti in na koncu je izkrvavela in umrla. Vsi gostje so se zbrali okoli muhe in jo objokovali. Nato pa so začeli obsojati komarja in lev se je odločil, da mu ne bo on sodil, temveč naj to nalogo prevzameta gostitelja zabave. Kos je sovi in čuku zašepetal svoj predlog, kaj storiti. Tako se je čuk ravnal po sinovem nasvetu in naložil kazen komarju. Komar je moral od tega trenutka piti kri vsem živalim in ljudem do konca življenja in s tem bo povrnil čast muhi, ki je umrla zaradi izgube krvi. Živali se niso strinjale s sodbo in so hotele napasti čuka, sovo in kosa. Toda v tem hipu je pred živalmi stala kraljeva družina. Živali so se ustrašile tega nenavadnega pojava in zbežale. Gospa, gospod vitez in črnolasi sin pa so se vrnili nazaj na grad in bili hvaležni da živijo med ljudmi. To hvaležnost so pokazali s tem, ko so pomagali ljudem v stiski. Črnolasi sin pa je dokončal pesem o čukovi gostiji in jo učil peti vsem ljudem in pticam. 

Po končani povesti se spravijo spat in mali Jožek je to noč sanjal čukovo gostijo.

## Analiza pravljice

### Medvedji lov

#### Pravljica
- realistična
- umetna

#### Pripovedovalec
- tretjeosebni
- prvoosebni

#### Književni prostor
- gozd
- vas
- Petrobrusov hlev

#### Književni čas
- ni točno določen - svoje dni

#### Književni liki
- glavni: Petrobrus, Gregorač, Kuzma
- stranski: Kok, medved

### Čukova gostija

#### Pravljica
- živalska
- umetna

#### Pripovedovalec
- tretjeosebni
- drugoosebni

#### Književni prostor
- domačija na vasi
- Kačjek
- grad
- gozd
- Paradeško

#### Književni čas
- nedoločen

#### Književni liki
- Glavni: gospa, gospod vitez, črnolasi sin
- Stranski: uboga ženska, lev, muha, komar, ostale živali na svatbi